# 1955 у кіно

## Події
- 26 квітня-10 травня — 8-й Каннський міжнародний кінофестиваль, Канни, Франція.
- 24 червня-5 липня — 5-й Берлінський міжнародний кінофестиваль, Західний Берлін.
- 25 серпня-9 вересня — 16-й Венеційський кінофестиваль, Венеція, Італія.

## Фільми
- Леді і трамвай

## Персоналії

### Народилися
- 1 січня — Сергій Сосновський, радянський і російський актор театру і кіно.
- 18 січня — Кевін Костнер, американський актор, продюсер, режисер і музикант.
- 22 січня — Олів'є Ассаяс, французький кінорежисер, сценарист та кінокритик.
- 5 лютого - Бутирцева Надія Вікторівна, радянська та російська акторка театру і кіно.
- 19 березня — Брюс Вілліс, американський кіноактор, продюсер, музикант, один із найоплачуваніших акторів Голлівуду.
- 11 квітня — Мазур Василь Степанович, український актор театру, кіно та дубляжу.
- 29 квітня — Удовиченко Лариса Іванівна, радянська та російська акторка театру і кіно.
- 17 травня:
  - Білл Пекстон, американський актор та кінорежисер.
  - Франческо Нуті, італійський актор, сценарист, кінорежисер та продюсер.
- 22 травня — Колчина-Бунь Ніна Віленівна, радянська і українська кіноакторка.
- 1 червня — Симонова Євгенія Павлівна, російська акторка.
- 27 червня — Ізабель Аджані, французька кіноакторка.
- 29 липня — Жан-Юг Англад, французький актор та кінорежисер.
- 4 серпня — Петренко Василь Васильович, український актор.
- 21 серпня — Сергій Сельянов, російський режисер і продюсер.
- 1 вересня — Чорний Олександр Михайлович, радянський, український кінооператор.
- 21 вересня — Франсуа Клюзе, французький театральний та кіноактор.
- 24 вересня — Олександр Баширов, радянський і російський актор театру і кіно, режисер.
- 27 вересня — Галибін Олександр Володимирович, радянський і російський актор театр, кіно і озвучування, режисер театру і кіно, телеведучий.
- 5 жовтня — Ігнатов Михайло Якович, український актор.
- 3 листопада — Ігнатуша Олександр Федорович, український актор, співак і кінорежисер.
- 15 листопада — Ільдіко Еньєді, угорська кінорежисерка та сценаристка.
- 26 листопада — Шакірова Тамара Халімівна, радянська, і узбецька акторка.

### Померли
- 10 серпня — Джейн Мерфін, американська сценаристка і драматургиня.
- 20 вересня — Роберт Ріскін, американський сценарист і драматург.
- 30 вересня — Джеймс Дін, американський актор.
- 1 жовтня — Дикий Олексій Денисович, радянський актор українського походження.
- 9 жовтня — Еліс Джойс, американська акторка.
- 15 листопада — Ллойд Бекон, американський актор театру і кіно, кінорежисер.
- 4 грудня — Освецимський Володимир Іванович, російський, український і радянский актор театру і кіно.